# ويليام بيكر (لاعب كريكت بريطاني)
ويليام بيكر (1832 في المملكة المتحدة - ) (بالإنجليزية: William Baker)‏ هو لاعب كريكت بريطاني. لعب مع Kent County Cricket Club ‏.

## وصلات خارجية
- ويليام بيكر (لاعب كريكت بريطاني) على موقع إي آس بي آن كريك إنفو (الإنجليزية)